# Симо Баровић
Симо Баровић (Браћани, код Даниловграда, август 1914 — Вилића Гувно, код Прозора, 2. март 1943) био је учесник Народноослободилачке борбе и народни херој Југославије.

## Биографија
Рођен је у августа 1914. године у селу Браћанима, код Даниловграда. Потиче из земљорадничке породице и после завршетка основне школе, све до почетка Другог светског рата, 1941. године, бавио се земљорадњом.
После Априлског рата и окупације Краљевине Југославије, јула 1941. године, ступио је у Убрзо по ступању у партизане. Јуна 1942. године када је формирана Четврта пролетерска црногорска ударна бригада, постао је борац њеног Другог батаљона. Исте године примљен је и у чланство Комунистичке партије Југославије (КПЈ).
Учествовао је у многим борбама, а нарочито се истакао у борби за Ливно и у нападу на Вилића Гувно. У време напада на Ливно, децембра 1942. године, Симо је био десетар. Ливно је тада било опасано жичаним препрекама, које је требало савладати да би се омогућио напад Другом батаљону. Заједно са народним херојем Душаном Стругаром, командиром Треће чете, Симо се, упркос смртној опасности, привукао жици и исекао је. Затим је кроз тај пролаз провукао своју десетину и први ушао у град. После тога истим путем пробио се и читав Други батаљон.
Током борби са усташама у граду, више пута се истакао. Пошто је батаљон, током борби морао да се забарикадира у кућама које је заузео, Симо је и поред непријатељске ватре успео да донесе материјал за утврђивање. Приликом усташких јуриша, који су се читав дан ређали један за другим, Симо је дејствовао својим пушкомитраљезом.
У борбама на Вилића Гувну, код Прозора, марта 1943. године, борци Другог батаљона Четврте пролетерске црногорске ударне бригаде, водлили су даноноћне борбе против надмоћнијих немачких снага, за спас око 3.000 тешких рањеника, који су се налазили испод самог брда у Прозору. У првом немачком нападу на растојању од 20 до 50 метара погинуло је око двадесет партизана, па је настао тренутак за колебање код бораца Прве и Друге чете, које су Немци све јаче засипали ручним бомбама и ватром из митраљеза. Симо, који је тада био командир вода, држао је свој вод око себе. На команду команданта батаљона, Симо је на челу свога вода, са бомбама у рукама, полетео и извршио противнапад на непријатељске положаје. То је омогућило сређивање Прве и Друге чете и задржавање положаја. Борба се наставила на растојању од 20 до 50 метара, а наставили су се напади и противнапади и са једне и са друге стране. Симо је читавог дана бацао бомбе, и ишао од борца до борца. Тог дана погинуло је око осамдесет бораца Другог батаљона, међу којима и Симо Баровић.
За овај велики успех, Четврту пролетерску бригаду похвалио је Врховни командант НОВ и ПОЈ Јосип Броз Тито. У похвали пише — За ово беспримјерно херојство бораца Четврте црногорске пролетерске бригаде, а нарочито Другог батаљона, изражавам им своје признање и дубоку захвалност.
Указом Президијума Народне скупштине Федеративне Народне Републике Југославије, 20. децембра 1951. године, проглашен је за народног хероја.
Брат Никола му је, такође, погинуо у Другом светском рату, као учесник НОБ-а, док му је други брат био познати југословенски адвокат Јован Баровић.